# Prosopocera mimosaperdoides
Prosopocera mimosaperdoides là một loài bọ cánh cứng trong họ Cerambycidae.